# Nanikove, Feodosia
Nanikove (în ucraineană Нанікове) este un sat în așezarea urbană Koktebel din orașul regional Feodosia, Republica Autonomă Crimeea, Ucraina.

## Demografie
Componența lingvistică a localității Nanikove
     Rusă (76,62%)
     Tătară crimeeană (16,73%)
     Ucraineană (5,76%)
     Alte limbi (0,9%)
Conform recensământului din 2001, majoritatea populației localității Nanikove era vorbitoare de rusă (76,62%), existând în minoritate și vorbitori de tătară crimeeană (16,73%) și ucraineană (5,76%).